# Unterkatz
Unterkatz ist ein Ortsteil der Stadt Wasungen im Landkreis Schmalkalden-Meiningen in Thüringen.

## Geografie
Unterkatz liegt im Tal des Katzabachs, der zum Einzugsgebiet der Werra gehört.

## Geschichte
Erstmals wurde der Ort im Jahr 874 als Katza erwähnt. Es war der Mittelpunkt der 852 erwähnten Mark Katz, welche den Kern und Ausgangspunkt der Zent Friedelshausen bildete und ab 1350 mit dem Amt Sand identisch war.
Die erste urkundliche Erwähnung ist auf den 22. April 1261 datiert. Der Ort lag im hennebergischen Amt Sand, welches ab 1680 zum Herzogtum Sachsen-Meiningen gehörte.
Die Besiedlung des Umlandes begann schon viel früher, denn ein alter Höhenweg von Solz nach Oberkatz und Aschenhausen war wohl die Voraussetzung für ein Hügelgräberfeld auf der Kuppe Köpfchen. Es handelt sich um früheisenzeitliche Bestattungen. Auch in der Bronzezeit und später wurde nachbestattet. Die lange Tradition der Bestattungen lässt auch auf einen Kultplatz schließen.
Unterkatz war von 1611 bis 1665 von Hexenverfolgungen betroffen: Vier Frauen gerieten in Hexenprozesse und wurden verbrannt.
Am 1. Januar 2019 wurde die Gemeinde Unterkatz in die Stadt Wasungen eingegliedert. Sie gehörte der Verwaltungsgemeinschaft Wasungen-Amt Sand an.

## Kirche
Dorfkirche Unterkatz

## Politik

### Ortsteilrat und Gemeinderat
Der Ortsteilrat von Unterkatz hat vier Sitze.
Der frühere Gemeinderat von Unterkatz setzte sich zuletzt aus sechs Ratsmitgliedern zusammen. Seine letzte Wahl im Jahr 2014 ergab folgende Verteilung::
- CDU: 4 Sitze
- SV Fortuna Unterkatz: 2 Sitze

### Bürgermeister
Das Amt ist derzeit vakant. Der letzte ehrenamtliche Bürgermeister der Gemeinde war Daniel Dietsch (Parteilos / SV Fortuna Unterkatz e. V.). Er war am 5. Juni 2016 mit einem Stimmenanteil von 95,4 % gewählt worden. Durch den am 1. Januar 2019 erfolgten Zusammenschluss mit der Stadt Wasungen wurde er Ortsteilbürgermeister. In dieser Funktion wurde er bei der Wahl am 12. Juni 2022 mit einem Stimmenanteil von 90,3 % im Amt bestätigt. Am 14. November 2023 legte Dietsch sein Ehrenamt aus beruflichen und privaten Gründen mit sofortiger Wirkung nieder.
Vorgängerin von Daniel Dietsch war Irmgard Knipping (SV Fortuna Unterkatz e. V.).

## Söhne und Töchter des Ortes
- Kunigunde Kirchner († 1619), Mutter vieler Kinder, in einem Hexenprozess verbrannt.[4]
- Georg Friedrich Wieber (1869–1935), SPD-Landtagsabgeordneter